# Список станций Лиссабонского метрополитена

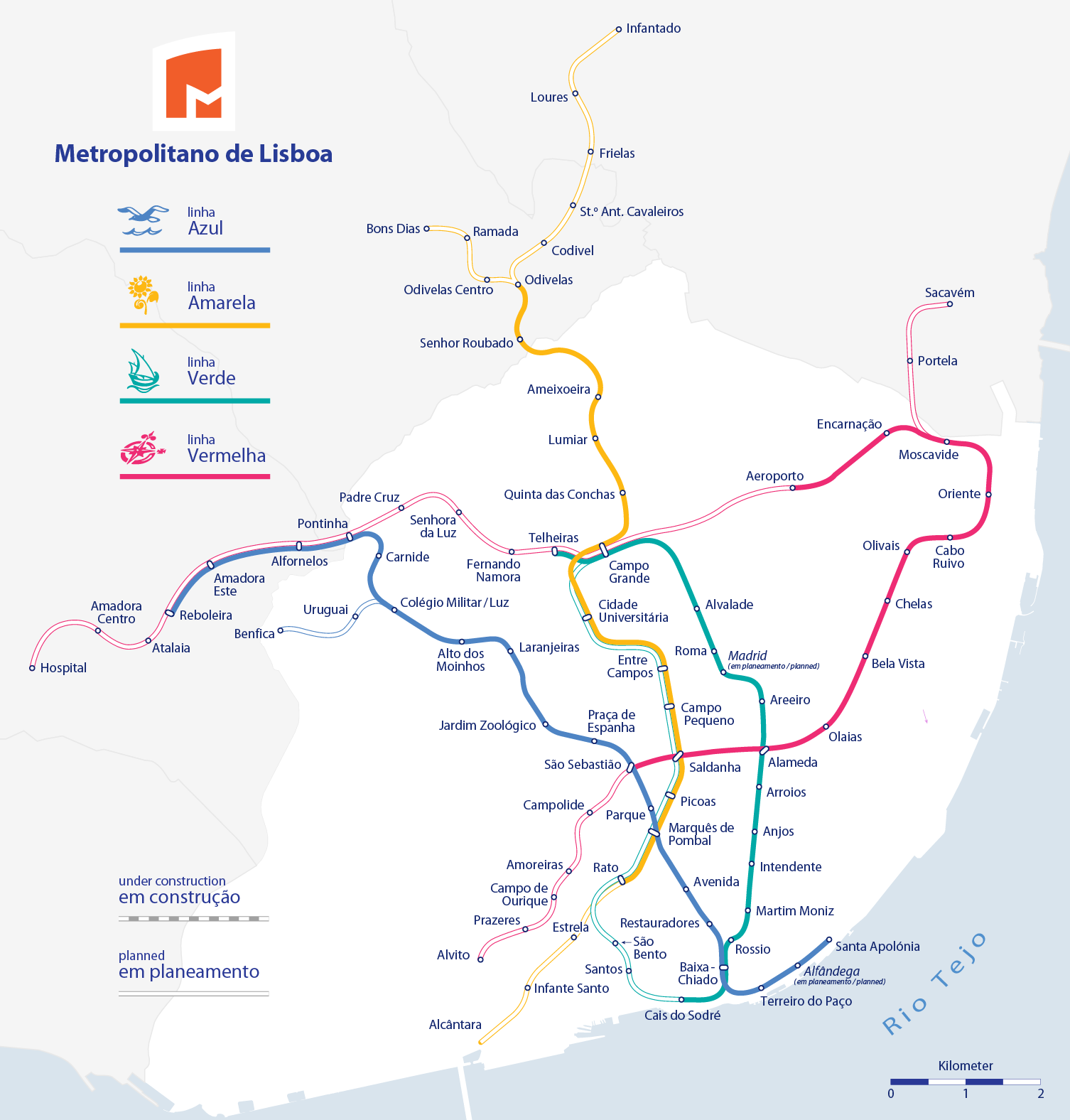
Схема Лиссабонского метрополитена

Эта статья — список станций Лиссабонского метрополитена.

## Синяя линия (Linha Azul)

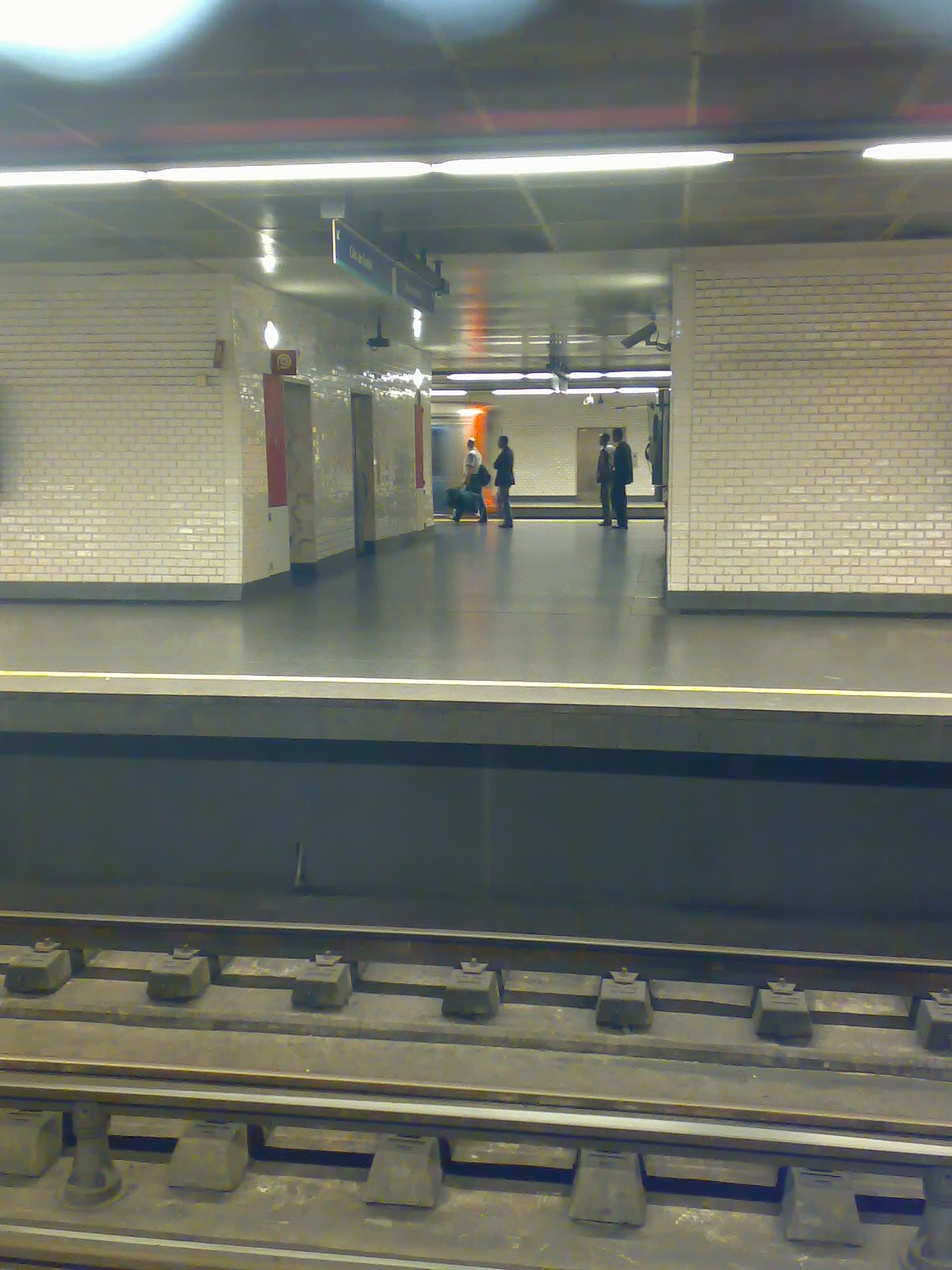
Станция «Байша-Шиаду»

## Синяя линия(порт.Linha Azul)
- «Амадора-Эшти» (порт. Amadora Este)
- «Алфорнелуш» (порт. Alfornelos)
- «Понтинья» (порт. Pontinha)
- «Карниде» (порт. Carnide)
- «Колежиу-Милитар/Луш» (порт. Colégio Militar/Luz)
- «Алту-душ-Мойньюш» (порт. Alto dos Moinhos)
- «Ларанжейраш» (порт. Laranjeiras)
- «Жардин-Зооложику» (порт. Jardim Zoológico)
- «Праса-ди-Эшпанья» (порт. Praça de Espanha)
- «Сан-Себаштиан» (порт. São Sebastião)
- «Парке» (порт. Parque)
- «Маркеш-ди-Помбал» (порт. Marquês de Pombal)
- «Авенида» (порт. Avenida)
- «Рестаурадориш» (порт. Restauradores)
- «Байша-Шиаду» (порт. Baixa-Chiado)
- «Террейру-ду-Пасу» (порт. Terreiro do Paço)
- «Санта-Аполония» (порт. Santa Apolónia)

## Жёлтая линия(порт.Linha Amarela)
- «Одивелаш» (порт. Odivelas)
- «Сеньор-Робаду» (порт. Senhor Roubado)
- «Амейшуэйра» (порт. Ameixoeira)
- «Лумьяр» (порт. Lumiar)
- «Кинта-даш-Коншаш» (порт. Quinta das Conchas)
- «Кампу-Гранди» (порт. Campo Grande)
- «Сидади-Университария» (порт. Cidade Universitária)
- «Энтри-Кампуш» (порт. Entre Campos)
- «Кампу-Пекену» (порт. Campo Pequeno)
- «Салданья» (порт. Saldanha)
- «Пикуаш» (порт. Picoas)
- «Маркеш-ди-Помбал» (порт. Marquês de Pombal)
- «Рату» (порт. Rato)

## Зелёная линия(порт.Linha Verde)
- «Тельейраш» (порт. Telheiras)
- «Кампу-Гранди» (порт. Campo Grande)
- «Алваладе» (порт. Alvalade)
- «Рома» (порт. Roma)
- «Ареэйру» (порт. Areeiro)
- «Аламеда» (порт. Alameda)
- «Аройуш» (порт. Arroios)
- «Анжуш» (порт. Anjos)
- «Интенденте» (порт. Intendente)
- «Мартин Мониш» (порт. Martim Moniz)
- «Росиу» (порт. Rossio)
- «Байша-Шиаду» (порт. Baixa-Chiado)
- «Кайш-ду-Содре» (порт. Cais do Sodré)

## Красная линия(порт.Linha Vermelha)
- «Сан-Себаштиан» (порт. São Sebastião)
- «Салданья» (порт. Saldanha)
- «Аламеда» (порт. Alameda)
- «Олаяш» (порт. Olaias)
- «Бела-Вишта» (порт. Bela Vista)
- «Шелаш» (порт. Chelas)
- «Оливайш» (порт. Olivais)
- «Кабу-Руйву» (порт. Cabo Ruivo)
- «Ориенти» (порт. Oriente)
- «Мушкавиди» (порт. Moscavide)
- «Энкарнасан» (порт. Encarnação)
- «Айрупорту» (порт. Aeroporto)